# ينس فينك ينسن
يانس فينك يانسن (بالدنماركية: Jens Fink-Jensen) هو مؤلف وشاعر ومصوّر وملحّن دنماركي. ولد 19 كانون الأول عام 1956 في كوبنهاغن الدنمارك. نشر أول عمل أدبي له عام 1975 حيث نشرت قصته القصيرة
(حزيران 1995) في جريدة إنفورماشون الدنمركية وتلتها أربع قصائد في مجلة (ويذكورن 76/1) الأدبية. صدر ديوانه الأول (العالم في عين) عام 1981 وتلتها مجموعته القصصية (البهائم) عام 1986 وعمله (يونس والصَدَفة) للأطفال.
أنهى دراسته الثانوية في مدرسة هرلوفسهولم الداخلية عام 1976 حيث حاز على شهادة الثانوية العامة الأدبية (اللغات الحديثة). أدّى خدمته العسكرية بعد ذلك كما أكمل خدمته بدراسة رتبة نقيب أول في الحرس الملكي. تخرج مهندسا معماريا من المدرسة العلياء للهندسة المعمارية في أكاديمية الفنون الجميلة في كوبنهاغن عام 1986 كما تخرج مصمما للفنون الحاسوبية من المدرسة ذاتها عام 1997.
وقام يانس فينك يانسن بترتيبات «إعلان جيل 80» عام 1980 في قاعة هوسَت في كوبنهاغن مع نظيره الشاعر ميكال سترونغة وغيره من الشعراء وذلك كعضو في حلقة شعراء الثمانينات الأصلية والذي توسطها الشاعر ومحرّر مجلة «ويذة كورن» بول بوروم.
يقوم يانس فينك يانسن بأداء عروض الشعر الحاسوبية التي ترافقها القراءات الشعرية مع عرض الصور والألحان الإلكترونية في المدارس الثانوية والمهرجانات إلخ وذلك مع عازف البيانو الإلكتروني لارس كريستنسن وعازف السكسية يانس سفرين.
أقام يانس فينك يانسن معرضَي للصور الفوتوغرافية بعنوان «سفن الجنوب» و«وجه بيجين» كما أقام المعرض الشعرصوري «صوركلمات» وعرض صوتي للصور الملونة المكبرة بعنوان «عين على الدنيا – عن مادة خام الكتب».
صدرت المجموعة الشعرية «قرب المسافة» باللغة العربية في ترجمة جمال جمعة (دار الواح، مدريد) عام 1999 كما صدرت قصائد منفردة من هذه المجموعة في جريدة القدس العربي (لندن 1996) وفي مجلة نزوى (سلطنة عمان 1999).

## منشورات
- العالم في عين، قصائد 1981
- أسفار حزن، قصائد 1982
- الرقص تحت المشنقة، قصائد 1983
- البهائم، قصص قصيرة 1986
- قرب المسافة، قصائد 1988 (معرّبة 1999)
- يونس والصدفة، قصة أطفال (رسوم ماس ستاية)
- بحر المسخ، قصائد 1995
- يونس والخيمة السماوية، قصة أطفال 1998 (رسوم ماس ستاية)
- في كل شيء فتحة، قصائد 2002
- جنوب قلبي، 100 قصيدة حب مختارة، 2005

## وصلات خارجية
- Jens Fink-Jensen Online